# 湘江二大桥 (湘潭市)
湘潭市湘江二桥（又名湘潭二大桥、湘潭湘江公路二桥），连接湖南省湘潭市岳塘区和湘潭县的预应力混凝土连续梁桥，是107国道湘潭段的一座特大桥。

## 概况
自大桥于1993年建成通车，有关部门多次对大桥进行加固维修：
- 使用头七年中，发现主桥腹板、横隔板、齿板均出现不同的裂缝[1]。1994年，湘潭县有关部门更换南引线路段的加铺和更换混凝土板。1999年则对北引线进行了维修。2000和2001年，有关部门对南引线进行了维修和加铺[2]。
- 2010年12月除，大桥的57号桥墩被发现有空洞破损情况，不排除经过船只撞击的因素。湘潭市政府决定自2010年12月2日起对大桥进行管制，限制大中型货车通行，并开展检测[3]。12月5日，检测组负责人称，57号桥墩出现空洞“不排除是施工质量造成的。”[2]
- 根据2016年、2018年及2020年3次专业机构检测结论，湘潭市有关部门于2021年3月至6月对大桥进行大修[4][5]。
- 2024年10月15日到2025年3月22日，有关部门对南引线以及主桥进行结构加护[6]。